# Кайып-ата
Кайып-ата — культурный памятник в Жанааркинском районе Улытауской области, в 60 км к западу от места впадения реки Атасу в Сарысу. Построен из жженого красного кирпича. Ныне наполовину разрушен. Вблизи обнаружены места старых арыков, используемых для орошения земель. Местное население связывает построение этих арыков с именем Кайып-аты.